# Station London Blackfriars
Station London Blackfriars of Station Blackfriars is een station van National Rail in de wijk Blackfriars in het centrum van Londen. Het spoorwegstation ligt Noord Zuid aan de Thameslink door het centrum van Londen boven het gelijknamige metrostation. Deze spoorlijn was al in 1864 door de London, Chatham and Dover Railway company geopend echter zonder station bij Blackfriars. In 1886 werd de halte aan de zuidkant van de Theems gesloten en vervangen door het station St.Paul's ter hoogte van het metrostation. In 1937 werd de brug over de Theems vernieuwd en kreeg het spoorwegstation dezelfde naam als het metrostation. De treindiensten op dit station worden verzorgd door spoorwegmaatschappij First Capital Connect. De perrons liggen deels op de Blackfriars Railway Bridge over de Theems. De noordelijke ingang van het station ligt aan Queen Victoria Street, de zuidelijke ingang ligt aan de Theems. Van maart 2009 tot 20 februari 2012 was het metrostation gesloten. Tijdens de verbouwing werd het metrostation opgeknapt en een nieuwe zuidelijke ingang opende op 5 december 2011.

## Treinverbindingen
Vanaf London Blackfriars vertrekken de volgende treinverbindingen:
- First Capital Connect (Sneltrein) Bedford - Luton - Luton Airport Parkway - St Albans - London St Pancras International - London Bridge - East Croydon - Gatwick Airport - Haywards Heath - Brighton
- First Capital Connect (Stoptrein) Luton - Luton Airport Parkway - St Albans - London St Pancras International - Elephant & Castle - Mitcham Junction - Sutton
- First Capital Connect (Stoptrein) St Albans - London St Pancras International - Elephant & Castle - Wimbledon - Sutton
- First Capital Connect (Stoptrein) Kentish Town - London St Pancras International - Elephant & Castle - Catford - Bromley South - Sevenoaks

## Fotogalerij

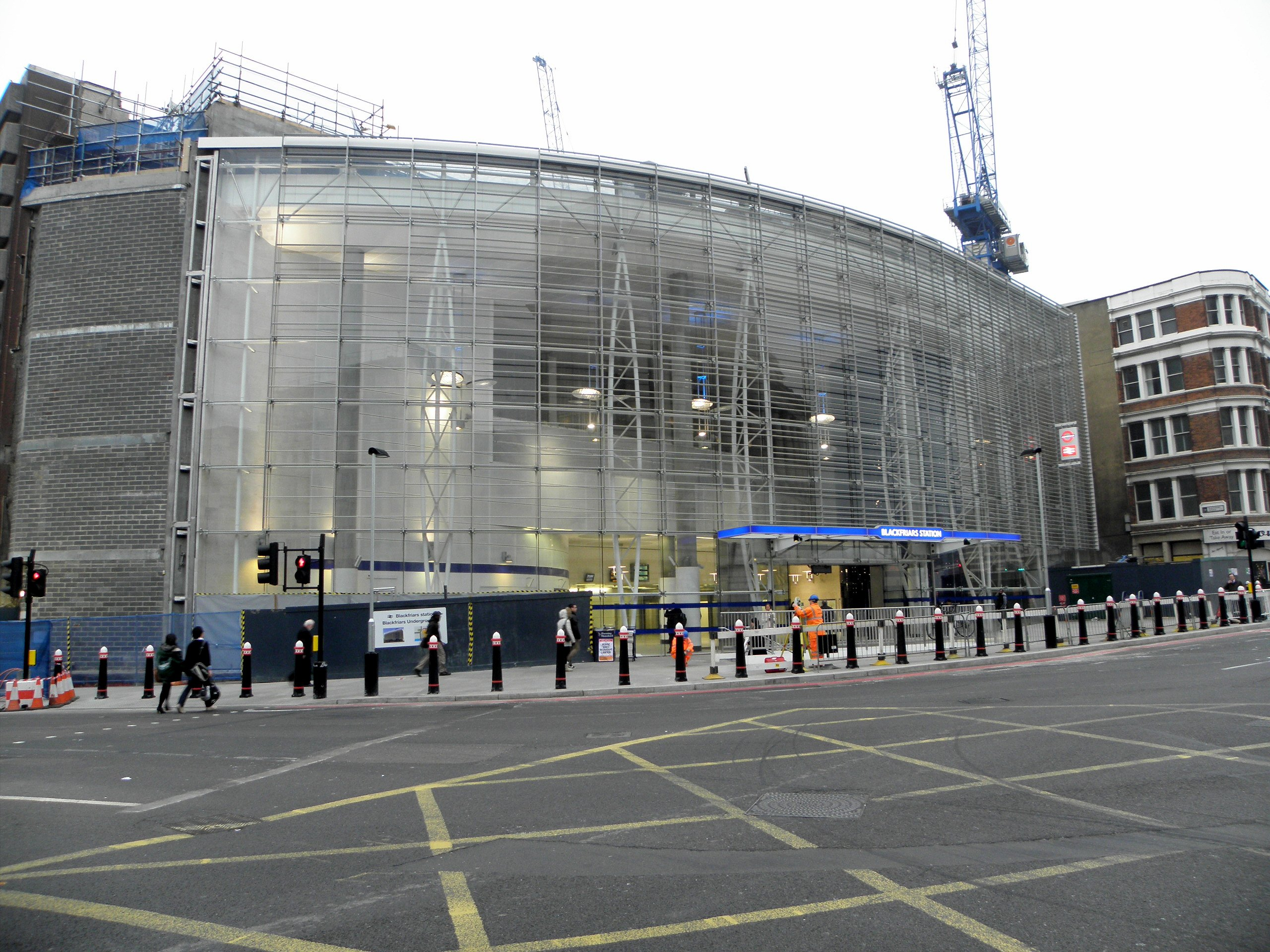
Noordelijke ingang van het verbouwde station
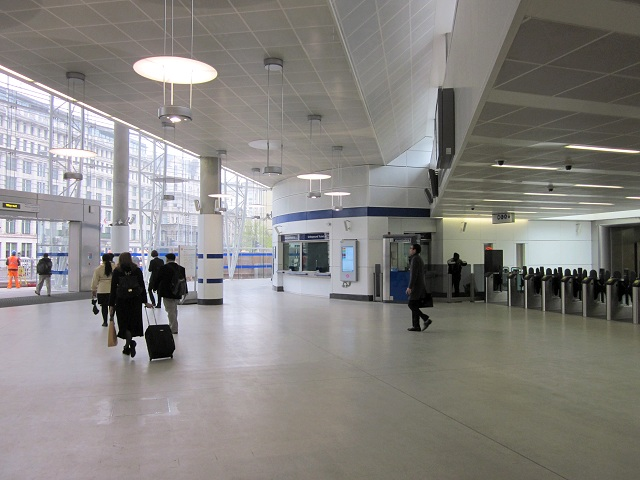
De stationshal aan de noordzijde
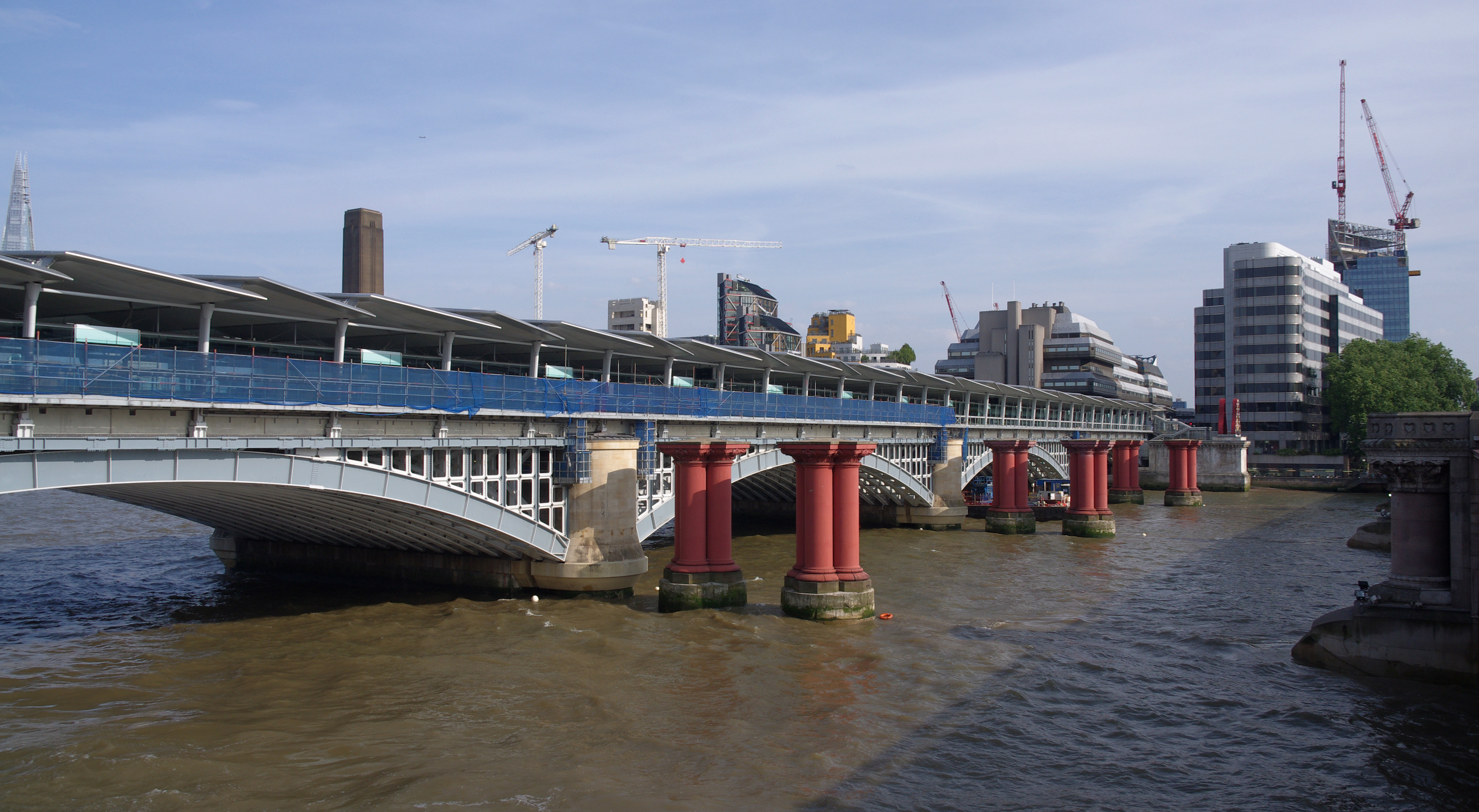
De overkapte perrons op de brug over de Theems

## Busverbindingen
Lijnen 45 en 63 vertrekken van New Bridge Street, lijnen 100 en 388 vanaf Queen Victoria Street.
| Lijn | Route |
| ---- | --- |
| 45   | St Pancras/Kings Cross - Holborn - Blackfriars - Elephant & Castle - Camberwell - Brixton - Clapham Park    |
| 63   | Kings Cross/St Pancras - Farringdon - Blackfriars - Elephant & Castle - Old Kent Road - Peckham - Honor Oak |
| 100  | Shadwell - Wapping - Tower Gateway - Aldgate - Moorgate - St Pauls - Blackfriars - Elephant & Castle        |
| 388  | Hackney Wick - Cambridge Heath - Bethnal Green - Shoreditch - Liverpool Street - Bank - Blackfriars         |